# Fenotip
Un fenotip este un ansamblu de caracteristici (atribute) sau trăsături ale unui organism care se manifestă în mod vizibil: de exemplu morfologia, proprietățile biochimice sau fiziologice, dezvoltarea, comportamentul. Fenotipul organismului este determinat de baza ereditară și de condițiile de mediu, ca și din posibila interacție a acestor două elemente.
Fenotipul este dependent de genotip; dar nu toate organismele cu același genotip arată sau se comportă la fel, fiindcă trăsăturile fizice și comportamentul sunt modificate de condiții ambientale și de dezvoltare. 
Fenotipul este rezultatul interacțiunii dintre genotip și mediul de viata.
Variabilitatea fenotipică reprezintă modificări morfologice, fiziologice de tip adaptativ care nu se transmit ereditar.